# Regensburger Stillstand
Der Regensburger Stillstand vom 15. August 1684 war ein auf zwanzig Jahre befristeter Waffenstillstand in Folge des Reunionskrieges von 1683/84 zwischen Frankreichs König Ludwig XIV., Kaiser Leopold I. und dem Heiligen Römischen Reich. 

## Vorgeschichte

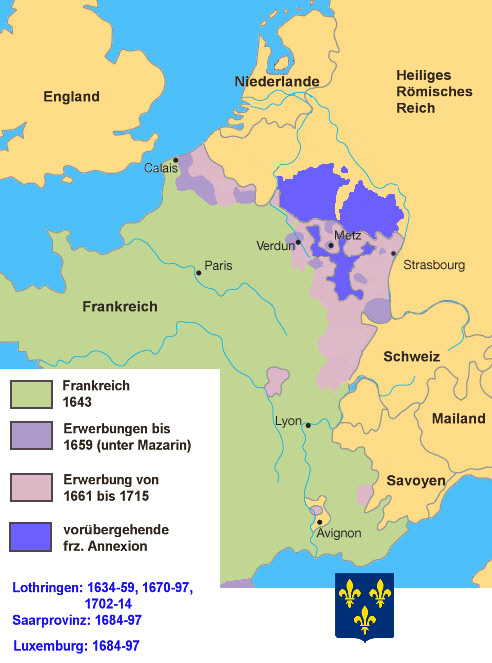
Französische Erwerbungen im Westen des heiligen römischen Reiches

Frankreich hatte im Rahmen seiner Reunionspolitik eine Reihe von zum Reich gehörenden Gebieten, darunter den Großteil des Elsass, für sich beansprucht und militärisch besetzt. Dabei stützte sich Ludwig XIV. auf lehnsrechtliche Argumente. Ohne eine solche zumindest rudimentäre Rechtsgrundlage ließ der französische König 1681 auch Straßburg besetzen. Um die Erwerbungen reichsrechtlich sanktionieren zu lassen, kam es 1682 zu Verhandlungen in Frankfurt am Main. Obwohl Ludwig XIV. erheblichen Druck auf die Reichsstände ausübte, waren diese nicht bereit, die Reunionen anzuerkennen.
1683 nutzte Ludwig XIV. den Einfall der Osmanen nach Österreich (Zweite Wiener Türkenbelagerung) und die damit verbundene Konzentration der kaiserlichen Truppen im Südosten, um seine Position im Westen des Heiligen Römischen Reiches weiter auszubauen. Während des Reunionskrieges eroberte er Luxemburg. Verbündet war er in dieser Zeit unter anderem mit dem Kurfürsten von Brandenburg Friedrich Wilhelm. Die Spanischen Niederlande hatten sich durch einen Waffenstillstand bereits aus dem Konflikt zurückgezogen; Wilhelm III. schloss für die Republik der Sieben Vereinigten Provinzen ebenfalls Frieden mit Frankreich.
Der Reunionskrieg zusammen mit bedenklichen Entwicklungen in Reichsitalien, wie der französischen Besetzung von Casale Monferrato, zeigten, dass Ludwig XIV. weiterhin auf Expansionskurs zu Lasten des Reiches war. Der Kaiser sah sich von einem Mehrfrontenkrieg im Westen, gegen die Osmanen und möglicherweise in Italien bedroht. Leopold I. hatte nach dem Erfolg bei Wien die kaiserliche Politik zunächst auf den Türkenkrieg und in Südosteuropa konzentriert. Dies wie auch das Fehlen von möglichen Bündnispartnern gegen Frankreich hatte auch zur Folge, dass der Kaiser ebenfalls zu einem Waffenstillstand bereit war.
Die Verhandlungen dazu fanden in Regensburg statt. Auf kaiserlicher Seite waren daran der stellvertretende Prinzipalkommissar Gottlieb Amadeus von Windisch-Graetz und der österreichische Reichstagsgesandte Theodor Heinrich von Strattmann beteiligt. Nicht an den Verhandlungen beteiligt waren die Reichsstände. Weil diese, insbesondere der Kurfürstenrat, im Vorfeld eine Zustimmung zur Anerkennung der Reunionspolitik erkennen ließen, hat der Kaiser sie in die Verhandlungen nicht miteinbezogen. Allerdings wurden die Reichstagsgesandten über den Fortgang der Verhandlungen auf dem Laufenden gehalten.

## Inhalt
Es gelang den kaiserlichen Verhandlungsführern, eine endgültige Anerkennung der Reunionen und den Verlust Straßburgs zu verhindern. Das Reich überließ die bis zum 1. August 1681 im Rahmen der Reunionspolitik eingenommenen Gebiete und Straßburg Frankreich. Es gelang, die Dauer dieses Verzichts von dreißig auf zwanzig Jahre herunterzuhandeln. 
Ludwig XIV. erhielt für diese Gebiete die Souveränitätsrechte. Nicht Teil der Vereinbarung war Luxemburg. Dieses war nach den französischen Vereinbarungen mit Spanien diesem bereits abhandengekommen. Allerdings gelang den kaiserlichen Verhandlungsführern, dass Spanien grundsätzlich in den Stillstand eingebunden wurde.
Ludwig XIV. sagte im Gegenzug zu, dass die in den erworbenen Gebieten lebenden Protestanten in ihrer Religionsausübung frei bleiben würden. Außerdem sollte Ludwig XIV. weitere Übergriffe auf Reichsgebiet unterlassen. Als Rechtsgrundlage setzten die kaiserlichen Verhandlungsführer durch, dass der Vertrag auf der Grundlage des Westfälischen und des Friedens von Nimwegen geschlossen wurde. Damit waren weitere Reunionen ausgeschlossen. Der Reichstag ratifizierte das Abkommen am 9. September 1684.

## Bedeutung
Von dem eigentlichen Vertragstext her war der Regensburger Stillstand tatsächlich nur ein vorübergehendes Abkommen, ohne eine dauerhafte territoriale Veränderung zu sanktionieren. Tatsächlich aber war der Begriff des Waffenstillstandes ein Mittel, um die Fiktion aufrechtzuerhalten, nach der das Reich noch nie Rechte aufgegeben hätte. Den Beteiligten war klar, dass dieses Abkommen im Kern bereits den Inhalt eines zukünftigen Friedensvertrages und damit den endgültigen Verzicht auf die besetzten Gebiete vorwegnahm. Dafür spricht, dass eine gemeinsame Kommission den Grenzverlauf klären sollte. Dies war damals ein aufwändiges und damit kostspieliges Verfahren, was für die Absicht einer dauerhaften Grenzfestlegung spricht. Trotz der Betonung der Vorläufigkeit deutet dies an, dass man auf Seiten des Reiches nicht mehr ernsthaft damit rechnete, die verlorenen Gebiete zurückzubekommen. Etwas anders sah es mit dem Bestreben nach der Wiederherstellung der Reichsstadt Straßburg aus. Dieses Thema blieb auf der politischen Agenda.

## Folgen
Hofften Kaiser und Reichsstände, dass der Regensburger Stillstand die französische Expansionspolitik zu Lasten des Reiches beenden würde, zeigte sich bald, dass dies nicht der Fall war. Bereits nach dem Tod des kinderlosen pfälzischen Kurfürsten Karl II. 1685 erhob Ludwig XIV. zu Gunsten seiner Schwägerin Liselotte von der Pfalz Anspruch auf den Allodialbesitz des Kurfürsten. Zudem forderte er die Umwandlung des Waffenstillstandes in einen Friedensvertrag. Dies war eine der Ursachen für den Pfälzischen Erbfolgekrieg; mit dessen Ausbruch 1688 war der Waffenstillstand nur vier Jahre nach dem Abschluss hinfällig.